# Scènes d'été
Scènes d'été est un roman de Christa Wolf (1989) qui décrit plusieurs familles s'installant dans un village du Mecklembourg, pour fuir leur déception face à la stagnation de la RDA, et essayant de mener une communautaire vie proche de la nature.

## Genèse
Christa Wolf a commencé à travailler sur Sommerstück à la fin des années 1970, parallèlement à <i id="mwCw">Kein Ort.</i> <i id="mwCw">Nulle part</i> . Elle a poursuivi l'écriture du texte jusqu'en 1983, mais, après une révision en 1987, elle n'a publié le texte qu'en 1989 chez Aufbau-Verlag (Berlin) et Luchterhand-Verlag (Darmstadt)[réf. souhaitée].

## Interprétation
Christa Wolf avait situé Kassandra pendant la transition du matriarcat au patriarcat . Elle considérait l’exclusion des femmes de la participation sociale et politique comme l’origine des tendances destructrices de la technologie moderne. Sommerstück se structure autour des thèmes du quotidien et du traitement respectueux de la nature comme une résistance à ce premier.
Le récit comprend « une critique des besoins de dépendance des femmes qui conduisent à une oppression volontaire et complice ». Elle soulève des questions sur la sincérité radicale :
Ici comme ailleurs, Christa Wolf réfléchit également sur la fermeture des perspectives politique en RDA après l’expulsion de Wolf Biermann. L’« idylle familiale et amicale » décrit avant tout un îlot coupé de la société.
Le texte utilise des éléments du journal de Wolf datant de l'époque où elle vivait dans la colonie d'artistes de Drispeth . Dès 1964, Christa Wolf souligne l’importance du journal pour son œuvre littéraire afin d’établir un lien avec l’expérience quotidienne. Elle est convaincue que ce journal contient de la « vraie vie » et agit contre la violence : « La banalité du bien ; Le bien comme banal – ou disons maintenant : comme ordinaire, moyen, évident, cela seul est une garantie efficace et durable contre Treblinka ».